# 施泰因赫弗尔
施泰因赫弗尔（德語：Steinhöfel）是德国勃兰登堡州的市镇，隶属于奥得-施普雷县，总面积为160.47平方千米，截至2020年总人口为4448人。